# Michał Globisz

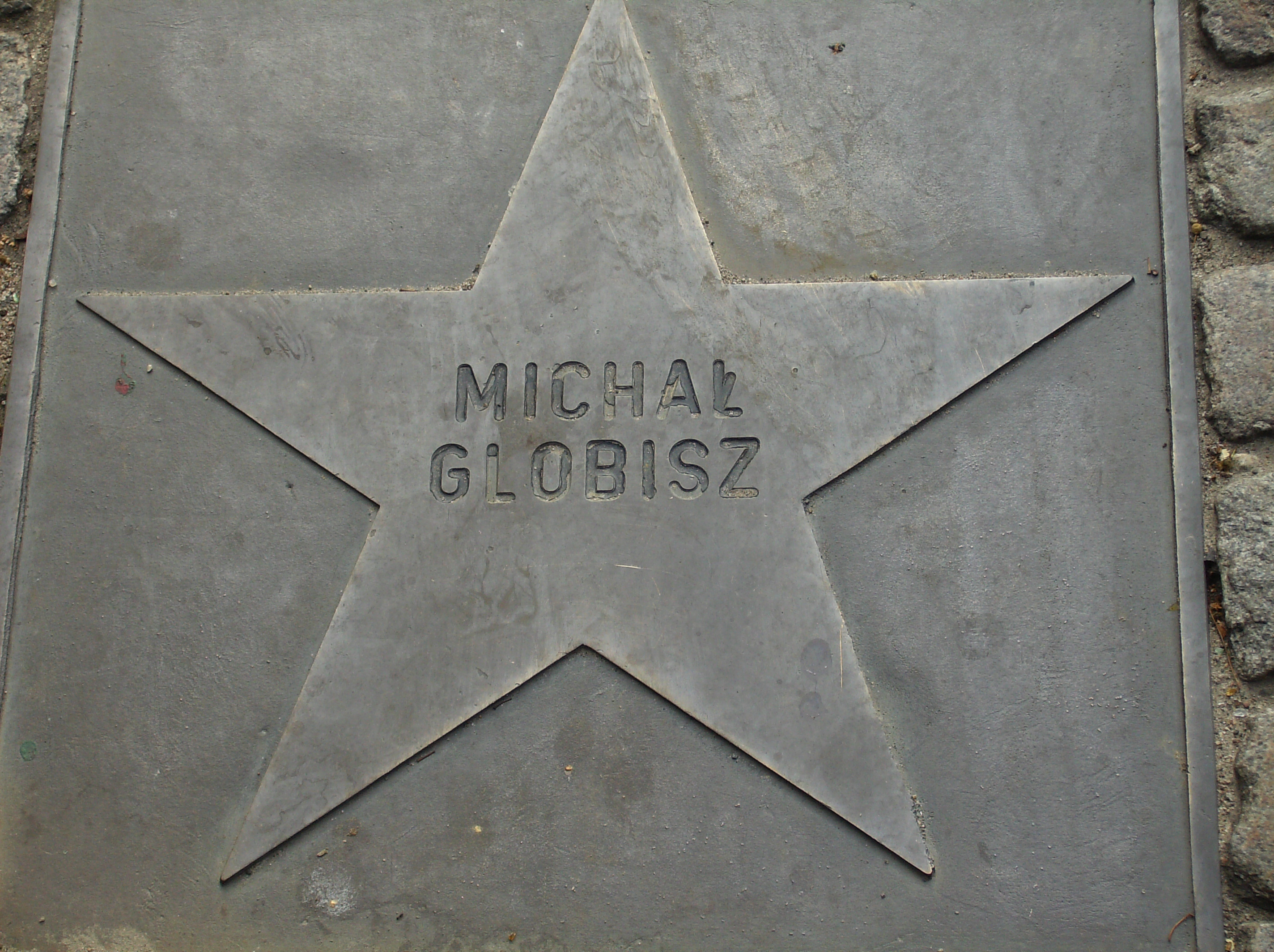
Gwiazda Michała Globisza w Alei Lechii Gdańsk

Michał Aleksander Globisz (ur. 11 grudnia 1946 w Poznaniu) – polski piłkarz i trener piłkarski.
Od 1982 związany z Polskim Związkiem Piłki Nożnej jako opiekun drużyn juniorskich i młodzieżowych, zdobywca złotego medalu Mistrzostw Europy U-18 w 2001 i srebrnego medalu Mistrzostw Europy U-16 w 1999. 

## Wykształcenie
W latach 1964–1969 studiował w Wyższej Szkole Ekonomicznej w Sopocie. W 1978 ukończył studia trenerskie na Akademii Wychowania Fizycznego w Warszawie. Posiada dyplom trenera I klasy.

## Kariera piłkarska
Do 10. roku życia mieszkał w Poznaniu. Kolejne lata spędził we Wrocławiu, gdzie odbył pierwsze treningi piłkarskie w zespole Śląska Wrocław. Po przeprowadzce do Trójmiasta w 1961 grał jeszcze w zespołach trampkarzy Lechii Gdańsk, juniorów Arki Gdynia, a w okresie studiów w drużynie AZS WSE Sopot.

## Kariera trenerska
W 1974 podjął pracę w Lechii Gdańsk w roli opiekuna juniorów. W 1981 zdobył z nimi 3. miejsce w Mistrzostwach Polski. W lipcu tego samego roku po raz pierwszy objął funkcję pierwszego trenera zespołu seniorów Lechii, występującego wówczas w II lidze. W marcu 1982 został zdymisjonowany i wrócił do pracy z juniorami. Funkcję szkoleniowca pierwszego zespołu ponownie pełnił od września do grudnia 1984 prowadząc graczy Lechii w rozgrywkach I ligi. Po dymisji asystował nowemu trenerowi, Wojciechowi Łazarkowi. Po raz ostatni w roli opiekuna seniorów Lechii wystąpił w trakcie rundy wiosennej sezonu 1985-1986.
Jako opiekun reprezentacji Polski juniorów rozpoczął w marcu 1996 pracę z zawodnikami urodzonymi w 1982. W październiku 1998 wywalczył z nimi awans do Mistrzostw Europy U-16. W kwietniu 1999 w rozgrywanym w Czechach turnieju finałowym prowadzona przez niego drużyna dotarła do finału, eliminując rówieśników z Rosji, Chorwacji i Portugalii oraz gospodarzy. W grze o złoto Polacy ulegli Hiszpanom 1:4. W listopadzie 1999 podopieczni Globisza zagrali w Mistrzostwach Świata U-17 w Nowej Zelandii, jednak nie udało im się wyjść z grupy. 
W sezonie 2000-2001 Globisz doprowadził piłkarzy rocznika 1982 do awansu do Mistrzostw Europy U-18 (w drugiej rundzie eliminacji Polacy pokonali Anglików). W lipcu 2001 na turnieju finałowym w Finlandii reprezentacja Polski zajęła pierwsze miejsce w grupie, wyprzedzając Hiszpanów, Belgów oraz Duńczyków i awansowała do finału. Po pokonaniu 3:1 Czechów młodzi Polacy zdobyli złoty medal Mistrzostw Europy. Po tym sukcesie drużyna rocznika 1982 zakończyła swoją działalność.
Podopiecznymi Globisza byli przez ten czas tacy zawodnicy jak Tomasz Kuszczak, Paweł Golański, Sebastian Mila, Rafał Grzelak, Łukasz Madej, Wojciech Łobodziński, Radosław Matusiak czy bracia Paweł i Piotr Brożkowie.
W 2002 za zasługi na rzecz rozwoju sportu został odznaczony przez Prezydenta RP, Aleksandra Kwaśniewskiego, Srebrnym Krzyżem Zasługi.
W styczniu 2002 Michał Globisz przejął od Andrzeja Sikorskiego opiekę nad rocznikiem 1987. Nie udało mu się jednak wywalczyć awansu do Mistrzostw Europy U-17 w 2004. Jako gospodarze Mistrzostw Europy U-19 w 2006 piłkarze kadry Globisza byli zwolnieni z gry w eliminacjach. W turnieju finałowym Polacy zajęli 3. miejsce w grupie i uzyskali prawo gry w Mistrzostwach Świata U-20.
Światowy czempionat rozgrywany był w lipcu 2007 w Kanadzie. Po nieoczekiwanym zwycięstwie nad Brazylią, wysokiej porażce z USA i remisie z Koreą Południową podopieczni Michała Globisza awansowali do 1/8 finału, w której musieli jednak uznać wyższość Argentyńczyków. Po powrocie z Mistrzostw zespół do lat 20 zakończył działalność.
Od 2006 Michał Globisz był także opiekunem drużyny rocznika 1990. Prowadzony przez niego zespół odpadł w II rundzie eliminacji Mistrzostw Europy U-17.
Wiceprezes Zarządu ds. Sportowych w klubie Arka Gdynia. W roku 2014, będąc wiceprezesem musiał przerwać działalność w sporcie z powodu stanu zdrowia, a mianowicie znacznej utraty wzroku (wzrok w jednym oku stracił wcześniej w wyniku wypadku na treningu, nastąpiło zaś znaczne pogorszenie stanu drugiego oka). Polski Związek Piłki Nożnej, doceniając zasługi Michała Globisza, sfinansował kosztowne leczenie prowadzone w Chinach.

## Sukcesy trenerskie
- mistrzostwo Europy U-18 2001
- wicemistrzostwo Europy U-16 1999, udział w Mistrzostwach Świata U-17 1999
- udział w Mistrzostwach Europy U-19 2006
- 1/8 finału Mistrzostw Świata U-20 2007

## Odznaczenia
- Srebrny Krzyż Zasługi (2002)